# Волховский переулок (Москва)
Во́лховский переу́лок — улица в центре Москвы в Басманном районе между улицей Фридриха Энгельса и Лефортовской площадью.

## История

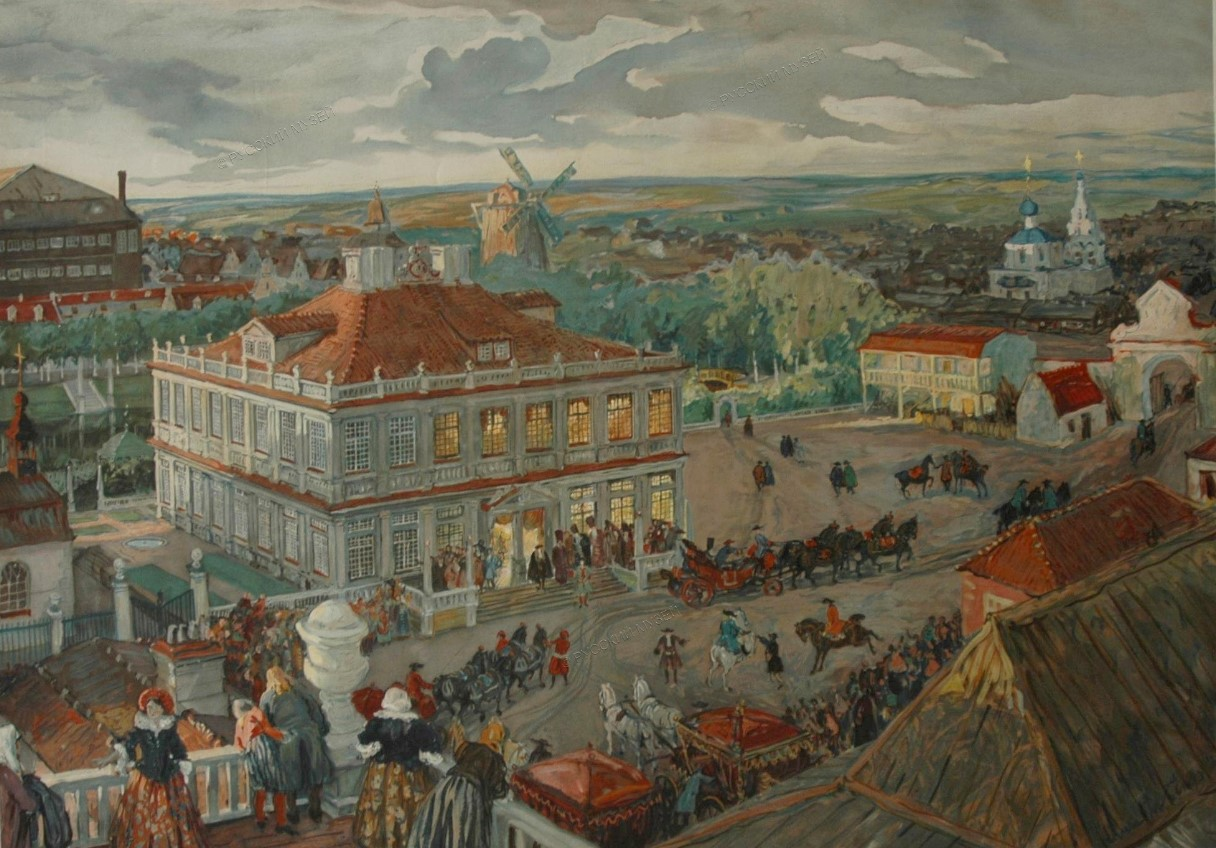
В Немецкой слободе. А. Н. Бенуа (1911).

Безымянный переулок на данном месте появился на картах Москвы в конце XVIII века. На картах 1838 года от Baldwin&Cradock и 1843 года от Хавского появилось название — Коровий брод. С середины XIX века северная часть переулка стала именоваться на картах как Иринский переулок (например «Атлас столичного города Москвы» 1852 года Хотева) по названию соседней Ирининской улицы, получившей, в свою очередь, название от ближайшей церкви великомученицы Ирины. Чтобы не путать с соседними ирининскими номерными переулками с примерно 1870-х годов название поправили на Большой Ирининский переулок (например, в «Нивелирный план г. Москвы 1879 года» Смирнова и Рашкова). Переулок начинался от Ирининской улицы (будущая улица Фридриха Энгельса) и заканчивался у Лефортовской площади. С середины XIX века в конце нынешнего переулка располагался Лефортовский полицейский дом с пожарной каланчой.
Название Большой  Ирининский сохранялось примерно до 1912 года (например, на карте Москвы 1910 года издания О. С. Иодко). Около 1912 года судя по картам Москвы (например, издания А. С. Суворина) переулок был переименован в Немецкий переулок — по Немецкой слободе, находившейся здесь в XVII—XVIII веках и в XIX—XX веках Немецкому рынку (сейчас там сквер Немецкий рынок). В свою очередь Немецкий переулок переименован в Волховский во время Великой Отечественной войны в 1942 году в память о тяжелейших боях Волховского фронта в 1941—1942 годах на реке Волхов.

## Описание
Волховский переулок начинается от улицы Фридриха Энгельса недалеко от Третьего транспортного кольца и Малого Гаврикова переулка, проходит на юг, пересекает Ладожскую улицу, справа к нему примыкает Посланников переулок и выходит на Лефортовскую площадь.

## Здания и сооружения

### По нечётной стороне
- № 11 — Московский техникум космического приборостроения;
- 21/5, стр. 1,  памятник архитектуры (региональный)[3]. — Главный дом городской усадьбы Матвеевых (1830-е гг.).
- № 25 — Полицейский морг (1902, архитектор Н. Д. Морозов), сейчас — Бюро судебно-медицинской экспертизы Департамента здравоохранения г. Москвы, танатологическое отделение № 4;